# Hypertrema ambovatum
Hypertrema ambovatum är en plattmaskart. Hypertrema ambovatum ingår i släktet Hypertrema och familjen Fellodistomatidae. Inga underarter finns listade i Catalogue of Life.